# (8190) Bouguer
(8190) Bouguer est un astéroïde de la ceinture principale.

## Description
(8190) Bouguer est un astéroïde de la ceinture principale. Il fut découvert le 20 juillet 1993 à La Silla par Eric Walter Elst. Il présente une orbite caractérisée par un demi-grand axe de 2,21 UA, une excentricité de 0,12 et une inclinaison de 3,0° par rapport à l'écliptique.
Il est nommé d'après le mathématicien français Pierre Bouguer, né le 10 février 1698 au Croisic et mort le 15 août 1758 à Paris.

## Compléments